# Beketaton
Beketaton (segle XIV aC) va ser una princesa egípcia de la XVIII dinastia. Hom la considera la filla menor del faraó Amenofis III i de la Gran Esposa Reial Tiy, per la qual cosa seria també germana del faraó Akhenaton. El seu nom significa "servidora d'Aton".

## Biografia
A Beketaton se la coneix principalment gràcies a la tomba de Huya, administrador de la reina Tiy a Amarna. Beketaton hi surt representada amb la reina Tiy en dues escenes de banquets diferents. La reina està situada davant del faraó Akhenaton i la reina Nefertiti. En una escena s'hi mostra a Beketaton asseguda en una petita cadira al costat de la seva mare Tiy, i en l'altra escena hi surt de peu al costat també de Tiy. Al mur de llevant de la tomba de Huya, Akhenaton es mostra dirigint la seva mare Tiy a un temple. Els acompanya Beketaton quan entren al temple.
La llinda del mur nord mostra una representació de les dues famílies reials. A la part dreta, Amenofis III està situat davant de la reina Tiy que va acompanyada per la princesa Beketaton. Hi ha tres assistents a darrere de Tiy.

Representacions de Baketaton a la tomba de Huya.
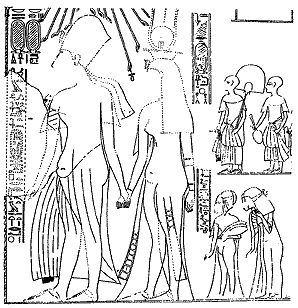
Akhenaton i la seva mare Tiy. Beketaton es troba darrere de Tiy.
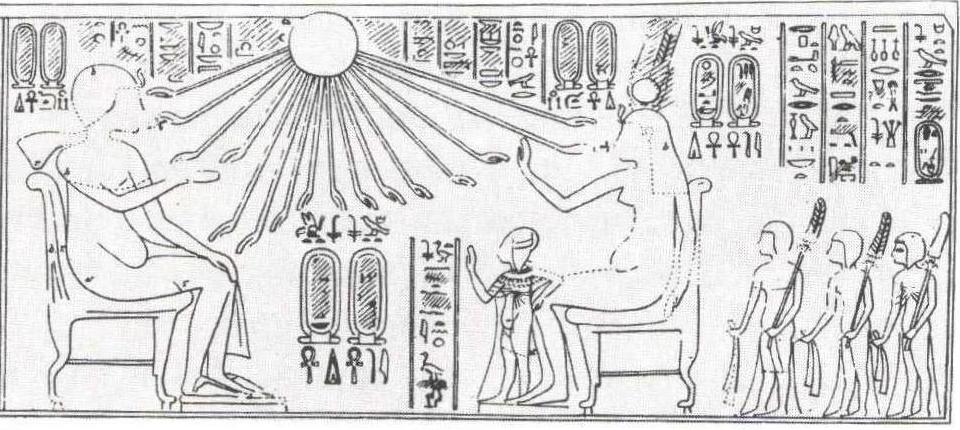
Amenofis III, Tiy i Beketaton.

## Identitats alternatives proposades
L'únic títol conegut de Beketaton és Filla del Cos del Rei. És probable que morís jove, ja que no apareix en els registres històrics després de la mort de la reina Tiy. Alguns estudiosos han especulat que Nebetah, una altra filla menor d'Amenofis III, era idèntica a Beketaton. Tanmateix, cap prova demostra que siguin la mateixa persona.
Segons una altra teoria, Beketaton seria filla d'Akhenaton i la seva esposa secundària Kiya. Segons els defensors d'aquesta proposta Baketaton és la princesa que es mostra amb Kiya, el nom del qual acaba en -aton. Després de la desaparició de Kiya, les seves imatges es van refer per mostrar a Meritaton i Ankhesenamon amb les seves filles Meritaton Taixerit i Ankhesenaton Taixerit (que potser serien fictícies i van servir per a completar el lloc del fill de Kiya en aquestes representacions). Aquesta teoria es basa parcialment en el fet que Beketaton mai va ser nomenada germana del rei a les escenes d'Amarna, sinó només la filla corporal del rei. Mai apareix al costat de les filles de Nefertiti, portant a la conjectura que ha de ser filla d'Akhenaton i d'una altra dona que no és Kiya. Després de la mort de la seva mare, Beketaton podria haver estat criada per la seva àvia Tiy. Una llista de vins que esmenta Beketaton datada de l'any 13 d'Akhenaton ha servit per a proposar que va heretar les finques de Kiya després de la seva mort.

## Identificació amb la mòmiaYounger Lady

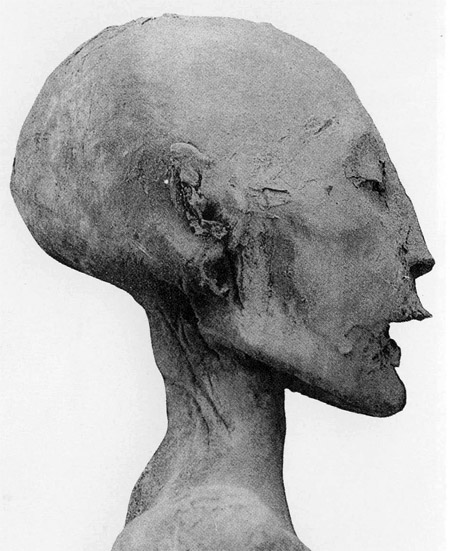
La mòmia anomenada Younger Lady.

Les proves sobre cromosomes homòlegs i sobre el genoma mitocondrial d'aquesta mòmia van confirmar que era una dona i que era la mare de Tutankhamon. Els resultats també mostren que era la germana o cosina del seu marit Akhenaton, la mòmia que es trobava a la tomba KV55, i que ambdós eren fills de Amenofis III i la reina Tiy. Aquesta relació familiar seria, per alguns científics, per excloure la possibilitat que aquesta mòmia (la mare de Tutankhamon) sigui Nefertiti o Kiya, la segona esposa d'Akhenaton, perquè cap artefacte conegut no els dona el títol de "Germana del Rei" o "Filla del Rei".
Tanmateix, per a altres arqueòlegs, com Joann Fletcher i el professor Marc Gabolde, de la Universitat Paul-Valéry de Montpeller, especialista de la XVIII dinastia, la Younger Lady no és altra que Nefertiti, cosina d'Akhenaton, originària de la regió d'Akhmîm i, per tant, també mare de Tutankhamon.
La possibilitat que aquesta mòmia sigui la de Sitamon, Iset o Henuttaneb és baixa, en canvi, perquè eren les Grans Esposes del seu pare Amenofis III. Si Akhenaton s'hagués casat amb una d'elles, hauria ocupat el lloc de Nefertiti com a reina principal d'Egipte.
L'informe conclou que la mòmia podria pertànyer a Nebetah o Baketaton, que no es té constància que s'haguessin casat amb el seu pare, Amenofis III. Tot i això, va tenir vuit filles amb la reina Tiy.